# Doanh trại Rudolf

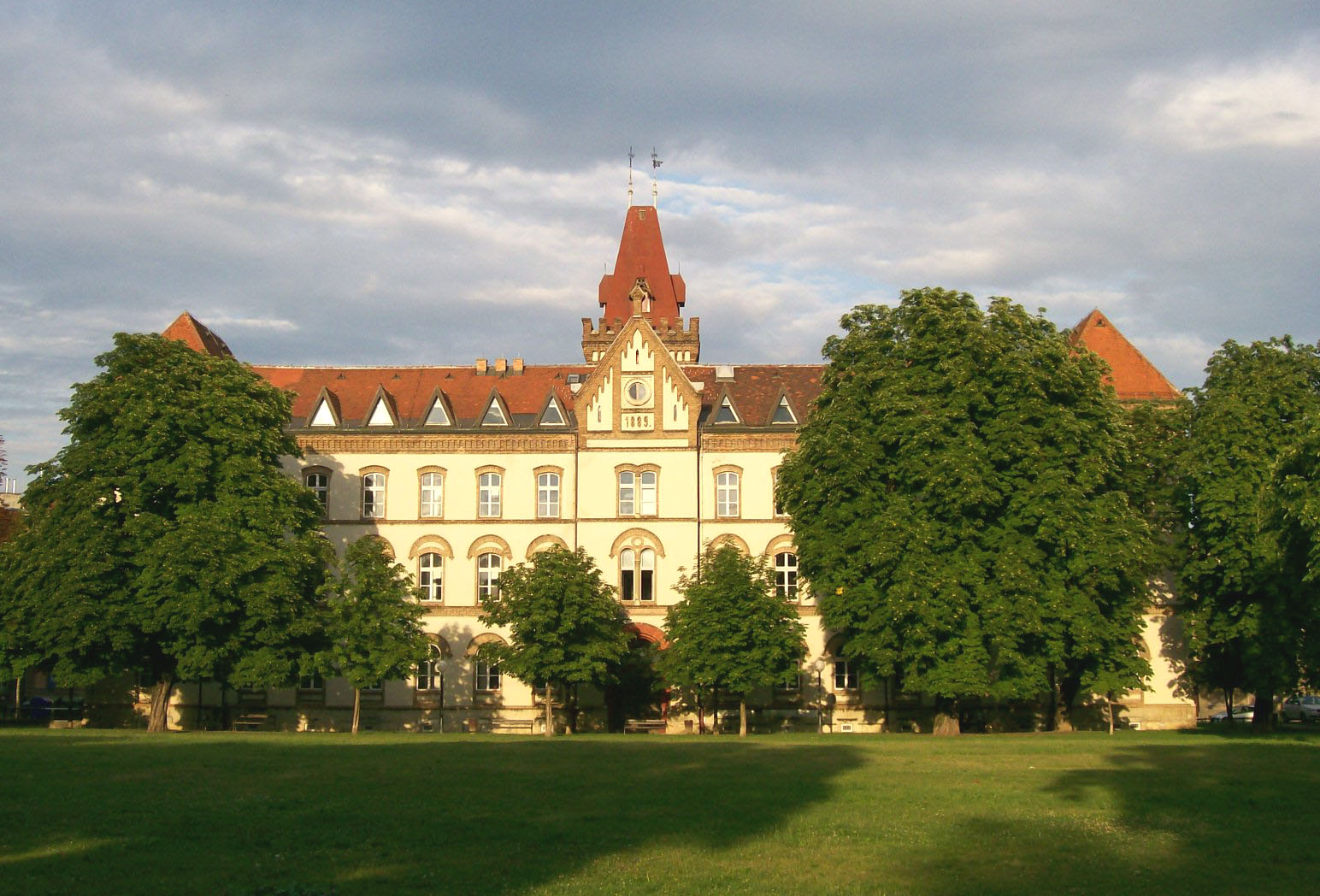
Doanh trại Rudolf

Doanh trại Rudolf (tiếng Croatia: Rudolfova vojarna) là một di tích lịch sử quân sự về một doanh trại quân đội ở Zagreb, Croatia, hiện nay nó được phục vụ cho mục đích công cộng, tham quan.

## Lịch sử
Doanh trại được xây dựng tại vùng ngoại ô của Zagreb trong hai năm 1888-1889, thời gian mà cùng một số doanh trại quân đội ở phía tây của Zagreb trong Khuen Hedervary tại Croatia. Nó được đặt tên là Rudolf để vinh danh thái tử Rudolf nước Áo đã cho xây dựng các công trình trong năm 1888. Khu phức hợp được xây dựng thành doanh trại bộ binh để án ngữ những con đường từ trung tâm thành phố đối với Črnomerec. Doanh trại đã trải qua Thế chiến I và Thế chiến II. Ngày nay, chỉ có các tòa nhà chính và bốn tòa nhà phụ trợ được bảo tồn. Sau khi phá hủy của hầu hết các tòa nhà và tất cả các bức tường xung quanh khu phức hợp quân sự trong thập niên 70, nhà cầm quyền có kế hoạch xây dựng nơi đây thành trung tâm thương mại và văn hóa (1981), nhưng khu vực cuối trở thành công viên công cộng.